# 24sync
「24sync」（トゥエンティフォーシンク）は2016年11月23日にリリースされたaccessの27thシングル。発売元はDarwin Record。

## 概要
テレビ朝日系『ワールドプロレスリング』エンディングテーマ。累計売上は0.8万枚を記録し、オリコン週間インディーズチャートでは3位にランクインした。A盤、X盤、S盤の3形態で発売され、X盤とS盤には2016年4月から5月にかけて行われた「access ELECTRIC NIGHT 2016」で演奏された「Bet〜追憶のRoulette〜」（21stシングル）、「f☆R☆E☆e」（7thアルバム「Secret Cluster」収録曲）のライブアレンジ版が、それぞれ収録されている。

## 収録曲

### A盤
1. 24sync
  - 作詞：貴水博之　作曲・編曲：浅倉大介
2. Missing 4 seasons -24 treasure mix-
  - 作詞：貴水博之　作曲・編曲：浅倉大介
3. Winter Ring Affair (Instrumental)
  - 作詞：貴水博之　作曲・編曲：浅倉大介

### X盤
1. 24sync
  - 作詞：貴水博之　作曲・編曲：浅倉大介
2. Bet〜追憶のRoulette〜 (access ELECTRIC NIGHT 2016 ver.)
  - 作詞：貴水博之　作曲・編曲：浅倉大介
3. Winter Ring Affair (Instrumental)
  - 作詞：貴水博之　作曲・編曲：浅倉大介

### S盤
1. 24sync
  - 作詞：貴水博之　作曲・編曲：浅倉大介
2. f☆R☆E☆e (access ELECTRIC NIGHT 2016 ver.)
  - 作詞：貴水博之　作曲・編曲：浅倉大介
3. Winter Ring Affair (Instrumental)
  - 作詞：貴水博之　作曲・編曲：浅倉大介